# Thomas Quartier
Thomas Quartier OSB (Kranenburg, 1972) is een Nederlands theoloog en filosoof van Duitse afkomst. Hij is de enige hoogleraar katholieke liturgie in Nederland.

## Levensloop
Thomas Quartier studeerde theologie en filosofie aan de Radboud Universiteit en is sinds 1999 als wetenschapper hieraan verbonden. Sinds 2020 is hij werkzaam als hoogleraar Liturgiewetenschap. Daarnaast is hij medewerker van het Titus Brandsma Instituut aan de Radboud Universiteit en gasthoogleraar aan de Benedictijnse Universiteit Sant' Anselmo in Rome.
In 2012 is Quartier ingetreden bij de Benedictijnen in de Sint-Willibrordsabdij op het landgoed Slangenburg in het buitengebied van Doetinchem. In april 2020 deed hij daar zijn eeuwige professie. In september 2020 is hij vertrokken uit de Sint-Willibrordsabdij en sindsdien als monnik verbonden aan de Abdij van Keizersberg in Leuven.
In 2021 werd Quartier de elfde Theoloog des vaderlands; hij werd de eerste monnik met deze titel.

## Beschuldiging
Het Nederlands Dagblad meldde eind 2024 na uitvoerig onderzoek dat Thomas Quartier is beschuldigd van emotioneel misbruik en grensoverschrijdend gedrag. Om die reden had het voorgaande jaar de kerk zijn priesterwijding afgelast. Ook werd nu duidelijk dat hij in 2020 overgeplaatst was naar de Abdij van Keizersberg vanwege de beschuldigingen.